# مكرانداوية
مكرانداوية (الاسم العلمي: Micrandreae) هي قبيلة نباتية تتبع الفصيلة الفربيونية من رتبة الملبيغيات.

## عمائر
- مكراندينة
- هيفينة

## أجناس
- مكراندة
- هيفيا
- كونوريا
- مكراندية